# جمهوری (فیلم)
«جمهوری» (ترکی استانبولی: Cumhuriyet) یک فیلم است که در سال ۱۹۹۸ منتشر شد.